# ملحة حميشانة

تعديل مصدري - تعديل

ملحة حميشانه هي إحدى قرى عزلة جعار بمديرية خنفر التابعة لمحافظة أبين، بلغ تعداد سكانها 206 نسمة حسب تعداد اليمن لعام 2004.